# Departure (album, Taio Cruz)
Departure je debutové studiové album britského R&B zpěváka a textaře Taio Cruze. Vyšlo 17. března 2008 a obsadilo 17. místo v hitparádě UK Albums Chart. Prvním singlem z alba se stala píseň "I Just Wanna Know", která vyšla v listopadu roku 2006 a umístila se na 29. místě britské hitparády. Druhý singl "Moving On", který vyšel v září roku 2007, měl o něco větší úspěch - dostal se na 26. příčku britské singlové hitparády. Zatímco třetí singl "Come On Girl" ve spolupráci se zpěvačkou Lucianou se následujícího roku umístil již na 5. místě..

## Seznam skladeb
Všechny písně byly otextovány a produkovány Taio Cruzem.
Standardní edice
1. "I'll Never Love Again" - 3:51
2. "I Just Wanna Know" - 4:00
3. "I Can Be" - 3:54
4. "I Don't Wanna Fall in Love" - 3:24
5. "So Cold" - 3:29
6. "Fly Away" - 4:05
7. "Driving Me Crazy" - 3:16
8. "Moving On" - 3:27
9. "Come On Girl" (featuring Luciana) - 3:36
10. "Never Gonna Get Us" - 3:54
11. "She's Like a Star" - 3:39
12. "Can't Say Go" - 3:23
13. "Your Game" (iTunes bonus track) - 3:39

Taio Cruz vs Delinquent Mix bonus CD
1. "Come On Girl (Delinquent Mix) - 4:37
2. "Fly Away (Delinquent Mix) - 3:57
3. "I Can Be (Delinquent Mix) - 4:19
4. "I Just Wanna Know (Delinquent Mix) - 3:11
5. "I'll Never Love Again (Delinquent Mix) - 4:34

## Umístění v hitparádách
| Hitparáda (2008) | Pozice | Počet prodaných kopií |
| ---------------- | ------ | --------------------- |
| UK Albums Chart  | 17     | 100,000+              |